# Elio Giulio Crotto
Elio Giulio Crotto o Crotti (Cremona, 1495 circa – Ferrara, 1582 circa) è stato un umanista italiano, insegnante e autore di raccolte di poesie latine. Processato dall'Inquisizione per eresia, fu condannato nel 1568 al carcere a vita e graziato nel 1570.

## Biografia
Nacque in una famiglia nobile, in un anno imprecisato della fine del XV secolo: il fatto che il conte Nicolò d'Arco (1492-1546) nel 1511 gli abbia indirizzato dei versi chiamandolo «veterum et fidelem amicum» fa ritenere che dovesse essere all'incirca coetaneo del suo amico poeta. Pur non avendo precise notizie dei suoi studi, dimostrò di aver acquisito un'ottima istruzione classica, basata sulla letteratura greca e romana, e in particolare sulla poesia latina.
Il Crotti fu in corrispondenza con Veronica Gambara, con Pietro Bembo, con Lilio Gregorio Giraldi, dal quale fu lodato nel dialogo De poetis, con Bernardo Tasso, che lo cita nel suo Floridante e frequentò la corte degli Estensi, finendo per trasferirsi a Ferrara intorno al 1540, ma non trascurò nemmeno quella dei Gonzaga: amico di Cesare, gli dedicò due epilli, Susanum e Cyresium, che celebrano la bellezza delle ville del Gonzaga, e a Mantova fece pubblicare nel 1545 la sua prima raccolta di poesie neo-latine, i tre libri di elegie, carmi ed epigrammi Hermione. Floralium spicilegia, dedicati a una sua donna, nei quali riprende il consueto topos della freddezza della donna di fronte alle profferte amorose dell'amante, che gli offre lo spunto per trarre da Properzio riflessioni sulla natura dell'amore, unitamente a divagazioni erudite e mitologiche derivate da Ovidio.
Nel 1564, dedicati al duca di Parma Ottavio Farnese, il Crotto pubblicò a Ferrara la sua seconda raccolta di poesie latine, gli Opuscula, nei quali confluiscono sette Eidyllia dedicati al poeta Colombano Balletti, quattro Farraginum libri, tre Stromatum libri, tre epilli e il poemetto Veneres, dedicato a Giovanni Battista Giraldi, opera questa, il cui tema dominante è l'amore, del quale egli accentua la nota erotica tanto da provocare qualche scandalo nei commentatori, prolungandosi egli con un certo morboso compiacimento nella descrizione insistita degli amori sensuali.
Può sembrare curioso che Giulio Crotto, che non esitava a scrivere anche versi erotici, fosse un ecclesiastico, pur non indossando abitualmente l'abito talare; in compenso, se ebbe tante conoscenze nelle piccole ma prestigiose corti estensi e gonzaghesche, non fu un cortigiano, ma un umanista che si guadagnava da vivere insegnando privatamente greco e latino ai giovani aristocratici ferraresi. E non si occupava solo di idilli amorosi in metri latini: fu a Ferrara che dovette conoscere, se non personalmente, almeno gli scritti e alcuni seguaci di quel Giorgio Siculo, spirituale millenarista e antitrinitario, eretico inviso a cattolici e protestanti, che in quella città aveva vissuto parecchi mesi, ospite dell'umanista Nascimbene Nascimbeni, presso il quale aveva scritto il suo Libro grande, e a Ferrara aveva concluso la vita nel 1551, strangolato nel Castello estense dopo il suo rifiuto di abiurare e la conseguente condanna a morte comminata dall'Inquisizione.
L'adesione del Crotto alle teorie del benedettino siciliano gli costò nel 1567 un processo di cui si sono perduti gli atti, a esclusione di un gruppo di testimonianze a sua difesa, rilasciate soprattutto da suoi ex-allievi, tutti giovani di buona famiglia, che lo descrivono cattolico tanto devoto da non accettarli alla sua scuola se essi non usassero andare a messa, se non si confessassero e non si comunicassero, come egli stesso faceva. Egli ammise tuttavia di aver sostenuto, tanti anni prima, la dottrina eretica di Giorgio Siculo, ma di averla ripudiata, e di aver letto libri proibiti, che aveva poi bruciato; anche nei suoi ultimi scritti del 1564, gli Opuscola, si potevano trovare espressioni di fede ortodossa, a testimonianza di un ravvedimento avvenuto da tempo.
In realtà, leggendo attentamente gli Opuscola, si trovano passi che, analizzati tenendo in dovuto conto il «linguaggio mascherato» non raramente utilizzato dagli umanisti, lasciano dubbi sul suo effettivo ritorno all'ortodossia cattolica: nel carme Ad Georgium, il Crotto si dichiara fervido discepolo di questo non altrimenti identificato Giorgio, ma che richiama subito il nome del Siculo, nelle Lacrymae piange la morte di chi «soleva dare la vita agli altri», altrove descrive l'avvento dell'Anticristo, cui farà seguito il regno di Dio in terra, un tema, questo, favorito da certe correnti ereticali, e gli Eidyllia - poemetto religioso che inizia dal peccato originale intendendo concludersi con la redenzione di Cristo - sono da lui interrotti bruscamente, dopo la descrizione della cacciata dei mercanti dal Tempio, lasciando a mezzo la parabola dei malvagi vignaioli con il pretesto, esplicitamente dichiarato dal Crotto, della perdita del testo che aveva preparato e con un atto preventivo di sottomissione, nel caso i teologi riscontrassero errori di dottrina.
La confessione e l'abiura, e forse anche l'età molto avanzata, gli valsero la condanna al carcere a vita, emanata il 29 agosto 1568; dalla prigione chiese più volte un atto di clemenza che probabilmente ottenne l'anno successivo, con l'obbligo di indossare l'abitello degli eretici, dal momento che il 26 gennaio 1570, papa Pio V lo autorizzò a celebrare nuovamente la messa, senza indossare l'abitello, dal cui obbligo fu definitivamente sollevato pochi giorni dopo.
Ottenuto il permesso di insegnare ancora a Ferrara, resta di lui l'ultima notizia del testamento redatto il 2 settembre 1581 e modificato il 17 marzo 1582: lasciata la casa in usufrutto alla domestica Caterina Storti e i libri all'allievo Girolamo Bonsignori, il resto andava alle suore di San Rocco, che ogni mattina avrebbero dovuto recitare, di fronte al suo sarcofago piombato, un Miserere e un De profundis.

## Le opere
- Hermione. Floralium spicilegia, Mantova, Venturino Ruffinelli, 1545.
- Opuscula, Ferrarae, Valens Panicius Mantuanus typographus ducalis, 1564.